# Vuelta al Táchira 1982
La 17ª edición de la Vuelta al Táchira se disputó desde el 08 hasta el 19 de enero de 1982.
Perteneció al calendario de la Federación Venezolana de Ciclismo. El recorrido contó con 10 etapas y 1264 km, transitando por los estados Mérida, Portuguesa, Barinas y Táchira.
El ganador fue el ruso Ramazan Galialeitdinov del equipo Selección de Unión Soviética, quien fue escoltado en el podio por Jorge Orozco y Enrique Campos.
Las clasificaciones secundarias fueron; Arsenio Nava la montaña, y la clasificación por equipos la ganó OPE - Trujillo.

## Equipos participantes
Participaron varios equipos conformados por entre 6 y 8 corredores, con equipos de Venezuela, Unión Soviética, Cuba, Argentina y Colombia.
| - Lotería del Táchira - Club Martell - OPE - Trujillo - Maltín Polar - Vicor - Carabobo - Selección de Barinas - Selección de Mérida - Selección de Guárico | - Selección de Colombia - Selección de Unión Soviética - Selección de Argentina - Selección de Cuba |

## Etapas
| Etapa   | Fecha       | Recorrido                           | Km  | Ganador                | Lider                  |
| Prólogo | 8 de enero  | Circuito en el Velódromo            | 4,5 | Francesco Caneva       | Francesco Caneva       |
| 1ª      | 9 de enero  | Circuito en San Cristóbal           | 100 | Mario Medina           | Mario Medina           |
| 2ª      | 10 de enero | San Cristóbal - El Piñal - Bramón   | 131 | Arsenio Nava           | Ramazan Galialeitdinov |
| 3ª      | 11 de enero | Rubio - San Cristóbal - Colón       | 100 | Enrique Campos         | Ramazan Galialeitdinov |
| 4ª      | 12 de enero | Colón - La Grita                    | 139 | Juan Páez              | Jorge Orozco           |
| 5ª      | 13 de enero | La Fría - El Vigía - Tovar          | 144 | Jorge Pérez            | Jorge Orozco           |
| 6ª      | 14 de enero | Tovar - Mérida                      | 80  | Ramazan Galialeitdinov | Jorge Orozco           |
| 7ª A    | 16 de enero | CRI de Santuario Coromoto a Guanare | 108 | José Hernández         | Jorge Orozco           |
| 7ª B    | 16 de enero | Guanare - Barinas                   | 100 | Juan Ruarte            | Jorge Orozco           |
| 8ª      | 17 de enero | Barinas - Santa Bárbara             | 155 | Nicolai Animisov       | Jorge Orozco           |
| 9ª      | 18 de enero | Santa Bárbara - Táriba              | 167 | Juan Arroyo            | Ramazan Galialeitdinov |
| 10.ª    | 19 de enero | Táriba - Rubio - San Cristóbal      | 128 | Nelson Cabrera         | Ramazan Galialeitdinov |

## Clasificaciones

### Clasificación general
| Posición | Ciclista               | Equipo                       | Tiempo     |
|          | Ramazan Galialeitdinov | Selección de Unión Soviética | 31:44:32   |
| 2º       | Jorge Orozco           | OPE - Trujillo               | + 00:01:37 |
| 3º       | Enrique Campos         | Vicor - Carabobo             | + 00:02:52 |
| 4º       | Bandera de ?           | Bandera de ?                 |            |
| 5º       | Bandera de ?           | Bandera de ?                 |            |
| 6º       | Bandera de ?           | Bandera de ?                 |            |
| 7º       | Bandera de ?           | Bandera de ?                 |            |
| 8º       | Bandera de ?           | Bandera de ?                 |            |
| 9º       | Bandera de ?           | Bandera de ?                 |            |
| 10º      | Bandera de ?           | Bandera de ?                 |            |

### Clasificación por puntos
| Posición | Ciclista     | Equipo       | Puntos |
|          | Bandera de ? | Bandera de ? |        |
| 2°       | Bandera de ? | Bandera de ? |        |
| 3°       | Bandera de ? | Bandera de ? |        |

### Clasificación de la montaña
| Posición | Ciclista     | Equipo         | Puntos |
|          | Arsenio Nava | OPE - TRUJILLO | 45     |
| 2°       | Bandera de ? | Bandera de ?   |        |
| 3°       | Bandera de ? | Bandera de ?   |        |

### Clasificación de los sprints
| Posición | Ciclista     | Equipo       | Puntos |
|          | Bandera de ? | Bandera de ? |        |
| 2°       | Bandera de ? | Bandera de ? |        |
| 3°       | Bandera de ? | Bandera de ? |        |

### Clasificación sub-23
| Posición | Ciclista     | Equipo       | Tiempo |
|          | Bandera de ? | Bandera de ? |        |
| 2°       | Bandera de ? | Bandera de ? |        |
| 3°       | Bandera de ? | Bandera de ? |        |

### Clasificación por equipos
| Posición | Equipo                       | Tiempo |
|          | OPE - Trujillo               |        |
| 2°       | Selección de Unión Soviética |        |
| 3°       | Bandera de ?                 |        |